# Le cỏ Lang Hanh
Le cỏ Lang Hanh hay việt sặt nhỏ, tên khoa học Vietnamosasa pusilla, là một loài thực vật có hoa trong họ Hòa thảo. Loài này được (A.Chev. & A.Camus) T.Q.Nguyen miêu tả khoa học đầu tiên năm 1990.